# Central Hockey League 2013/14
Die Saison 2013/14 war die 22. und letzte Saison der Central Hockey League. Die zehn Teams absolvierten in der regulären Saison je 66 Begegnungen.
Nach der Saison stellten die Arizona Sundogs, die Denver Cutthroats sowie die St. Charles Chill ihren Spielbetrieb ein, woraufhin man beschloss, die Liga komplett aufzulösen. Die sieben verbliebenen Teams wurden von der ECHL aufgenommen.

## Teamänderungen
Folgende Änderungen wurden vor Beginn der Saison vorgenommen:
- Die Fort Worth Brahmas stellten den Spielbetrieb ein.
- Die Bloomington Blaze wechselten in die SPHL.
- Die Laredo Bucks wurden, nachdem sie ein Jahr inaktiv waren, nach St. Charles, Missouri, umgesiedelt und spielten fortan unter dem Namen St. Charles Chill.
- Die Brampton Beast wurden als Expansionsteam in die Liga aufgenommen.

## Reguläre Saison

### Abschlusstabelle
Abkürzungen: GP = Spiele, W = Siege, L = Niederlagen, T = Unentschieden, OTL = Niederlage nach Overtime, GF = Erzielte Tore, GA = Gegentore, Pts = Punkte
| Berry Conference   | GP | W  | L  | OTL | GF  | GA  | Pts |
| ------------------ | -- | -- | -- | --- | --- | --- | --- |
| Missouri Mavericks | 66 | 44 | 20 | 2   | 238 | 184 | 90  |
| Denver Cutthroats  | 66 | 38 | 17 | 11  | 214 | 194 | 87  |
| Allen Americans    | 66 | 39 | 22 | 5   | 249 | 214 | 83  |
| Rapid City Rush    | 66 | 39 | 23 | 4   | 220 | 189 | 82  |
| Quad City Mallards | 66 | 33 | 23 | 10  | 219 | 198 | 76  |
| Brampton Beast     | 66 | 33 | 26 | 7   | 209 | 226 | 73  |
| Tulsa Oilers       | 66 | 34 | 29 | 3   | 225 | 215 | 71  |
| Arizona Sundogs    | 66 | 32 | 27 | 7   | 197 | 204 | 71  |
| Wichita Thunder    | 66 | 27 | 30 | 9   | 201 | 223 | 63  |
| St. Charles Chill  | 66 | 11 | 49 | 6   | 156 | 281 | 28  |

## Ray-Miron-President’s-Cup-Playoffs
| Erste Runde | Erste Runde        | Erste Runde        |   |                   | Conference-Finale | Conference-Finale | Conference-Finale |  |  | Ray-Miron-President’s-Cup-Finale | Ray-Miron-President’s-Cup-Finale | Ray-Miron-President’s-Cup-Finale |
|             |                    |                    |   |                   |                   |                   |                   |  |  |                                  |                                  |                                  |
| 1           | Missouri Mavericks | 2                  |   |                   |                   |                   |                   |  |  |                                  |                                  |                                  |
| 8           | Arizona Sundogs    | 4                  |   |                   |                   |                   |                   |  |  |                                  |                                  |                                  |
| 8           | Arizona Sundogs    | 4                  | 2 | Denver Cutthroats | 4                 |                   |                   |  |  |                                  |                                  |                                  |
|             |                    |                    | 2 | Denver Cutthroats | 4                 |                   |                   |  |  |                                  |                                  |                                  |
|             | 8                  | Arizona Sundogs    | 1 |                   |                   |                   |                   |  |  |                                  |                                  |                                  |
| 2           | 8                  | Arizona Sundogs    | 1 | Denver Cutthroats | 4                 |                   |                   |  |  |                                  |                                  |                                  |
| 2           |                    |                    |   | Denver Cutthroats | 4                 |                   |                   |  |  |                                  |                                  |                                  |
| 7           | Tulsa Oilers       | 2                  |   |                   |                   |                   |                   |  |  |                                  |                                  |                                  |
| 7           | Tulsa Oilers       | 2                  | 2 | Denver Cutthroats | 1                 |                   |                   |  |  |                                  |                                  |                                  |
|             |                    |                    |   | Denver Cutthroats | 1                 |                   |                   |  |  |                                  |                                  |                                  |
|             | 3                  | Allen Americans    | 4 |                   |                   |                   |                   |  |  |                                  |                                  |                                  |
| 3           | 3                  | Allen Americans    | 4 | Allen Americans   | 4                 |                   |                   |  |  |                                  |                                  |                                  |
| 3           |                    |                    |   | Allen Americans   | 4                 |                   |                   |  |  |                                  |                                  |                                  |
| 6           | Brampton Beast     | 1                  |   |                   |                   |                   |                   |  |  |                                  |                                  |                                  |
| 6           | Brampton Beast     | 1                  | 3 | Allen Americans   | 4                 |                   |                   |  |  |                                  |                                  |                                  |
|             |                    |                    | 3 | Allen Americans   | 4                 |                   |                   |  |  |                                  |                                  |                                  |
|             | 5                  | Quad City Mallards | 2 |                   |                   |                   |                   |  |  |                                  |                                  |                                  |
| 4           | 5                  | Quad City Mallards | 2 | Rapid City Rush   | 3                 |                   |                   |  |  |                                  |                                  |                                  |
| 4           |                    |                    |   | Rapid City Rush   | 3                 |                   |                   |  |  |                                  |                                  |                                  |
| 5           | Quad City Mallards | 4                  |   |                   |                   |                   |                   |  |  |                                  |                                  |                                  |

## Vergebene Trophäen
| Auszeichnung                                                          | Spieler            | Team               |
| --------------------------------------------------------------------- | ------------------ | ------------------ |
| Commissioner’s Trophy Bester Trainer                                  | Derek Armstrong    | Denver Cutthroats  |
| Most Valuable Player Bester Spieler der regulären Saison              | Garett Bembridge   | Denver Cutthroats  |
| Rookie of the Year Bester Rookie der regulären Saison                 | Alexandre Lavoie   | Allen Americans    |
| Most Outstanding Goaltender Bester Torhüter der regulären Saison      | Andrew Engelage    | Arizona Sundogs    |
| Joe Burton Award Bester Scorer der regulären Saison                   | Garett Bembridge   | Denver Cutthroats  |
| Ray Miron President’s Cup Gewinner der Central-Hockey-League-Playoffs | Allen Americans    | Allen Americans    |
| Bud Poile Governors’ Cup Bestes Team der regulären Saison             | Missouri Mavericks | Missouri Mavericks |